# Ritratto del conte Guriev
Il Ritratto del conte Guriev, o Gur'ev (in francese Le Comte Gouriev o Portrait du comte Nikolaï Dmitrievitch Gouriev; in russo Портрет графа Н. Д. Гурьева?, Portret grafa N. D. Gur'eva), è un ritratto dipinto a olio da Jean-Auguste-Dominique Ingres, nel 1821. Ritrae Nikolaj Dmitrievič Gur'ev, figlio del ministro delle finanze Dmitrij Aleksandrovič Gur'ev ed ex aiutante in campo dell'imperatore Alessandro I, allora ambasciatore russo a Roma e a Napoli. Egli venne ritratto dall'artista durante il suo soggiorno a Firenze. Dal 1922, il quadro fa parte delle collezioni del museo dell'Ermitage.

## Storia
L'opera venne commissionata dall'effigiato, che la conservò nella sua collezione fino alla sua morte nel 1849. Il quadro di 107 × 86 centimetri in seguito passò nella collezione dei suoi discendenti (sua moglie vedova fino al 1871, E. D. Naryškina fino al 1889 e A. N. Naryškina fino al 1922). Nel 1922 venne acquistato dal museo dell'Ermitage (il numero d'inventario è 5678).

## Descrizione
Il conte Gur'ev viene ritratto a mezzobusto, mentre si appoggia a una balaustra, il cui bordo si intravede a sinistra. La sua sagoma si staglia dinnanzi a uno sfondo che ritrae un paesaggio italiano con dei pini marittimi e delle colline in lontananza, sovrastato da un cielo pieno di nubi. L'effigiato è ritratto di tre quarti verso sinistra, con indosso un abito nero ricoperto da un cappotto dello stesso colore con una fodera rosso cremisi abbinata a una sciarpa rosa "che crea una barriera tra lo spettatore e il modello", secondo Robert Rosenblum. Con la mano sinistra egli regge il bordo del suo cappotto, e con la mano destra, appoggiata sul parapetto, un guanto di camoscio. Il suo cappello a cilindro nero è posto a sinistra, sulla balaustra. La rigidità e l'austerità dell'effigiato, la cui testa emerge da un colletto e una cravatta bianchi, sono accentuate dall'espressione del volto con il mento volontariamente messo in risalto e lo sguardo leggermente strabico. Il ritratto è firmato "Ingres Fl(orence) 1821", scritto in basso a sinistra sul parapetto.

## Il modello
Nikolaj Dmitrievič Gur'ev era il figlio di Dmitrij Gur'ev, ministro delle finanze dello zar Alessandro I. Gentiluomo da camera, nel 1810 si arruolò nell'esercito imperiale russo al servizio del reggimento della guardia, e partecipò fino al 1814 alle varie guerre che videro opporsi lo zar a Napoleone I, soprattutto durante la campagna di Russia. Più volte decorato, lasciò l'esercito nel 1816 con il grado di colonnello e si mise al servizio dello zar come aiutante di campo nel 1818. Alla fine del 1821, l'anno della creazione del dipinto, era entrato nel mondo della diplomazia ed era divenuto l'ambasciatore dello zar all'Aia e a Napoli e ministro plenipotenziario a Roma. Durante la sua luna di miele a Roma e Firenze  Gur'ev si mise in contatto con molti artisti ai quali affidò delle commissioni, come un busto ritraente sua moglie Marina Gur'eva Naryškina dello scultore Lorenzo Bartolini, amico di Ingres.

## Contesto
Il quadro appartiene al periodo toscano del pittore (1820-1824), e si colloca tra la creazione del ritratto di Jeanne Gonin e i ritratti dei coniugi Leblanc. Dopo aver lasciato Roma, Ingres si trasferì a Firenze su invito del suo amico Lorenzo Bartolini. Ciononostante, per l'artista questo periodo fu segnato dai problemi finanziari e da un riconoscimento minimo. A differenza del suo periodo romano, Ingres non riusciva a guadagnarsi così tanto da vivere con la sua arte: i ritratti dei granturisti che costituivano la maggior parte della sua clientela romana divennero più rari a Firenze. Il periodo fu anche segnato da una rivalità con il pittore François-Xavier Fabre, che si era già affermato nella città toscana e che, forse a causa della sua influenza in città, era la causa di alcune delle difficoltà pecuniarie di Ingres. Fu nell'ambito di questa rivalità tra i due artisti che venne commissionato il ritratto del conte Gur'ev. Contemporaneamente, il nobile russo aveva commissionato il ritratto di sua moglie Marina Gur'eva Naryškina a Fabre. Le dimensioni identiche dei due quadri facevano sì che potessero essere dei pendant. Tuttavia, il ritratto il ritratto della contessa dipinto da Fabre venne rifiutato dal committente, in quanto la composizione rigida non lo soddisfaceva.